# Świnoujskie Wieczory Organowe
Świnoujskie Wieczory Organowe są cyklem koncertów odbywających się w kościele pw. Chrystusa Króla w Świnoujściu w okresie lato-jesień każdego roku począwszy od 1999. Impreza organizowana jest przez Miejski Dom Kultury, Towarzystwo Miłośników Muzyki Organowej i Towarzystwo Przyjaciół Świnoujścia. Na zabytkowych organach z pneumatyczną trakturą pochodzących z 1803 roku koncertują artyści z całej Europy. Wykonywane są utwory takich kompozytorów jak Jan Sebastian Bach, Maurice Ravel czy Siergiej Prokofjew.